# نيشان فرسان العقاب الأبيض (بولندا)
وسام النسر الأبيض ((بالبولندية: Order Orła Białego)‏) هو أعلى ترتيب في بولندا يُمنح لكل من المدنيين والعسكريين لمزاياهم. تم تأسيسه رسميًا في 1 نوفمبر 1705 من قبل الملك أوغسطس الثاني القوي لبولندا-ساكسونيا ومنح ثمانية من أقرب مؤيديه الدبلوماسيين والسياسيين. إنها واحدة من أقدم الفروق في العالم التي لا تزال قيد الاستخدام.
تُمنح لأبرز البولنديين وأعلى ممثلي الدول الأجنبية. يُلحق ترتيب النسر الأبيض بشريط أرجواني متدلي فوق الكتف الأيسر إلى الجانب الأيمن. يتم ارتداء نجمة الأمر، بمجرد تطريزها، على الجانب الأيسر من الصندوق.

## تاريخ

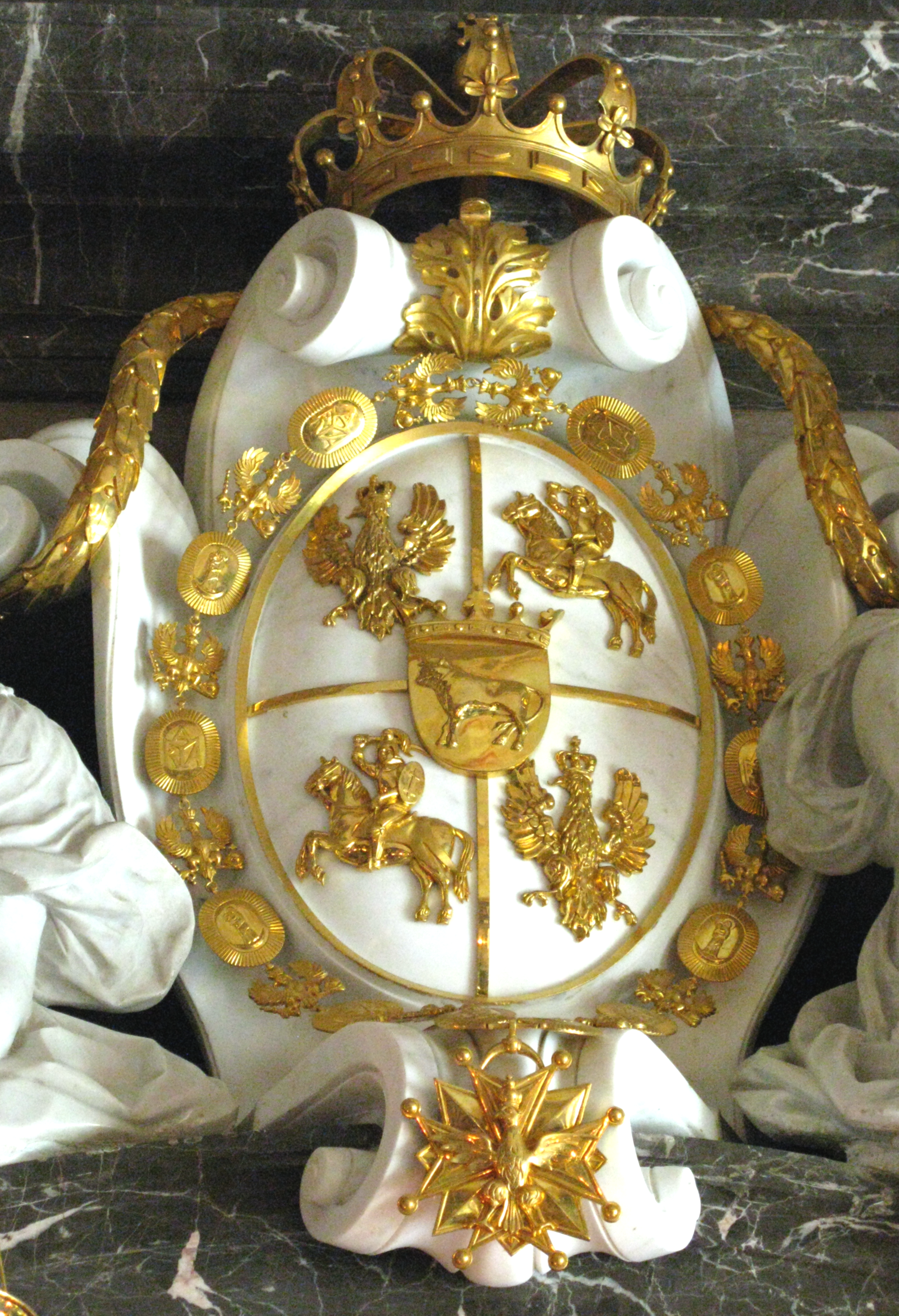
شعار النبالة لـ Stanisław II Augustus مع Collana of Order of the White Eagle

كان وسام النسر الأبيض في الأصل عبارة عن ميدالية ذهبية بيضاوية من المينا الحمراء مع صورة للنسر الأبيض البولندي على جانبه الأمامي ويحمل السيف الملكي لأغسطس الثاني على سيوف متقاطعة على الجانب الخلفي منه يرتدي شريط أزرق فاتح. تم استبدال هذا بصليب مالطي في عام 1709. بحلول عام 1713، تم ارتداؤها من الرقبة، مع وشاح أزرق ونجمة. على الرغم من أن أغسطس القوي حد من عدد الفرسان إلى اثنين وسبعين، إلا أنه منح الأمر أربعين مرة قبل وفاته في عام 1733. إلا أن ابنه أغسطس منح الأمر أكثر من ثلاثمائة مرة. ربما كان أغسطس قد استوحى من تأسيس النظام من خلال مثال بطرس الأكبر الذي أسس مؤخرًا وسام القديس أندرو الروسي (الذي جعله هو نفسه أحد الفرسان الأوائل من قبل الإمبراطور الروسي)، وقبل كل شيء بالمثال. من وسام الروح القدس الفرنسي المرموق، والذي به يشابه الشريط الأزرق الفاتح والنجمة بطائر بشكل كبير، والتي ألهمت أيضًا وسام بطرس الأكبر للقديس أندراوس.
في البداية تم معارضة إنشاء النظام بشدة من قبل العديد من النبلاء البولنديين لأن العضوية في الأمر منحت تمييزًا ينتهك المساواة التقليدية لجميع النبلاء البولنديين. نظرًا لأن الأمر لم يكن له قديس شفيع، فقد جعل أغسطس الثاني عيد الرهبانية في 2 أغسطس. ومع ذلك، قام ابنه، أغسطس الثالث ، بتغيير يوم عيد الرهبنة إلى 3 أغسطس.
بعد التقسيم الثالث لبولندا، في عام 1795، تم إلغاء الأمر، على الرغم من تجديده بحلول عام 1807 وأصبح أعلى جائزة لدوقية وارسو، وبعد عام 1815 لمملكة بولندا، أصبحت جزءًا مستقلًا من الإمبراطورية الروسية؛ كانت أيضًا شائعة بين القياصرة الروس، الذين منحوا الأمر أيضًا لأنفسهم.
بعد أن أخمدت القوات الروسية الانتفاضة البولندية في 1830-1831 ، تم «ضم» وسام النسر الأبيض رسميًا من قبل نيكولاس الأول في 17 نوفمبر 1831 وأصبح جزءًا من نظام التكريم الإمبراطوري الروسي. تم تعديل شارة النظام الروسي الإمبراطوري الجديد للنسر الأبيض لتشبه إلى حد كبير تلك الأوامر الروسية. بقي على هذا الشكل حتى الثورة الروسية عام 1917 ، التي سقطت فيها الإمبراطورية الروسية.
أصبح وسام النسر الأبيض رسميًا أعلى وسام في بولندا بموجب قانون صادر عن البرلمان في 4 فبراير 1921، وأعيد تصميم الشارة. في فترة ما بين الجيوش، مُنِح الأمر لـ 24 مواطنًا بولنديًا و 87 أجنبيًا، من بينهم 33 ملكًا ورئيس دولة، وعشرة رؤساء وزراء وخمسة عشر وزيراً آخر للدولة، واثني عشر عضواً من العائلات المالكة.
بعد عام 1948، عندما ظهرت جمهورية بولندا الشعبية إلى حيز الوجود، لم يعد يُمنح وسام النسر الأبيض، ولكن لم يتم إلغاؤه رسميًا. كما تم استخدامه من قبل الحكومة البولندية في المنفى. بعد انهيار الشيوعية، أعيد النظام مرة أخرى في 26 أكتوبر 1992، بعد أن قدمت الحكومة البولندية في المنفى بالفعل ختم وأرشيف الأمر إلى ليخ Wałęsa . كان البابا يوحنا بولس الثاني أول شخص حصل على النسر الأبيض بعد إعادته إلى منصبه. رئيس بولندا كرئيس للدولة هو السيد الأكبر للوسام.

## 1713 شارة

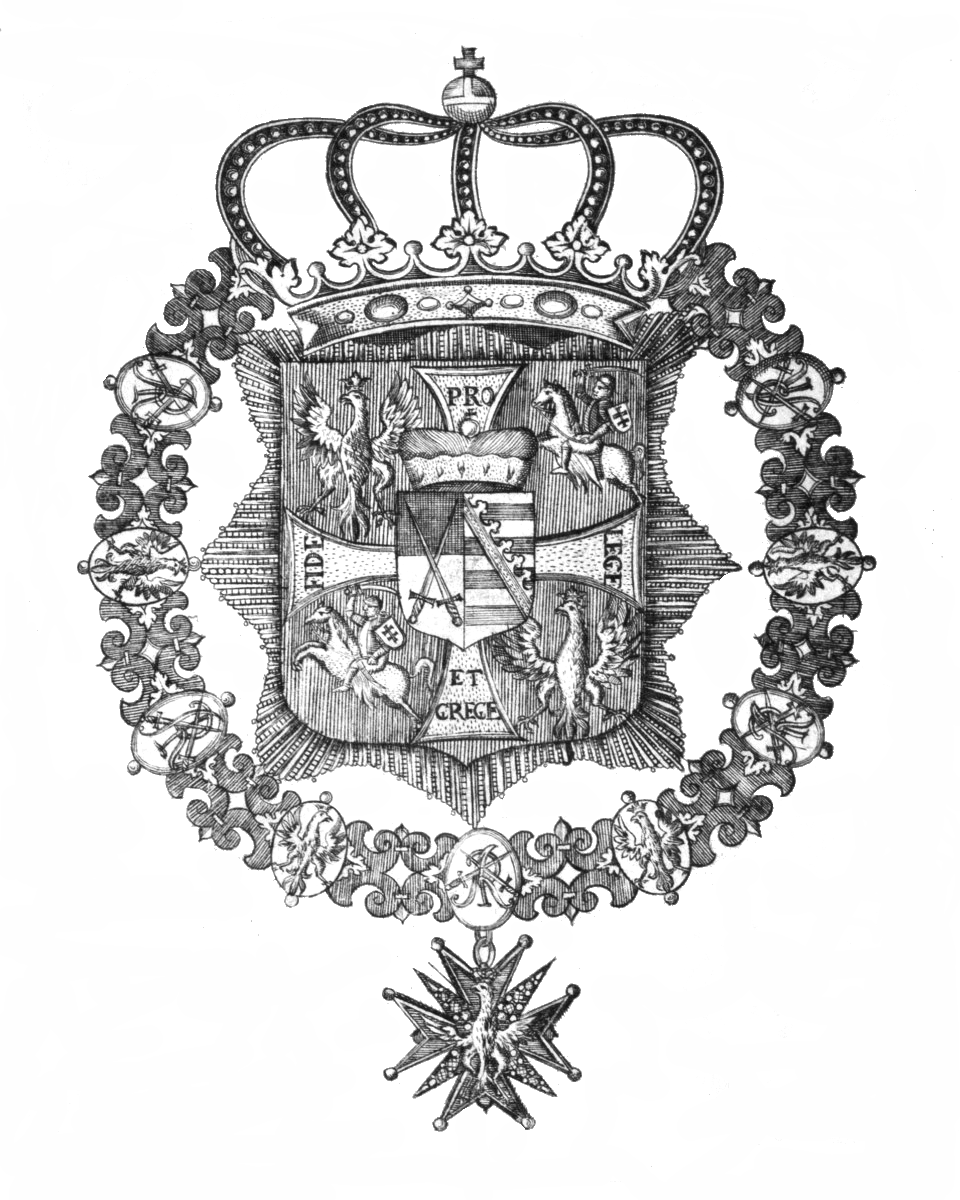
وسام النجم الملكي للنسر الأبيض لأغسطس الثاني القوي قبل عام 1730

كانت شارة 1713 عبارة عن شارة مالطية مطلية بالمينا باللون الأحمر مع حدود بيضاء ومرصعة بالألماس في كل من الكرات عند النقاط الثماني للصليب ومع ظهور أشعة الماس بين كل نقطة من نقاط الصليب، أي شعاع أطول أكبر بين كل منها ذراع الصليب وشعاع أصغر بين كل من نقطتي هذين الذراعين. في وسط الصليب كان نسر مطلي بالمينا أبيض بارز بأجنحة منتشرة ويواجه اليسار وتاج ملكي مرصع بالماس على رأسه. في الجزء العلوي من التقاطع بين النقطتين العلويتين، كان هناك رابط نصف دائري مرصع بالماس يمر من خلاله حلقة مرصعة بالماس يمر من خلالها الشريط الأزرق الفاتح الذي تم ارتداؤه منه. كان الجانب العكسي من هذا الصليب المالطي مطليًا بالمينا باللون الأبيض مع حدود حمراء وكان في وسطه ميدالية ذهبية بيضاوية مع تاج المؤسس الملكي المتوج فوق سيفين متقاطعين مأخوذين من ذراعيه باسم رئيس مارشال للإمبراطورية الرومانية المقدسة.
النجم الماسي للملك أوغسطس القوي في بولندا - ساكسونيا
«البلاك» (نجمة) من النظام، القرن الثامن عشر
نجم أجل تتكون من نجمة ذهبية مثمنة مع أشعة على التوالي التي تتحمل الأبيض المطلي بالمينا الحمراء تحدها pattée عبر مع الأشعة الذهبية بين أحضان ومع ذهبية ردة في وسطها. حملت ذراعي هذا الصليب شعار " Pro Fide، Lege et Rege " (للإيمان والقانون والملك) بأحرف ذهبية.
يمكن لملك بولندا أيضًا أن يرتدي صليبًا من طوق مؤلف من 24 رابطًا متناوبًا من النسور البيضاء المطلية بالمينا، والتي تتوج وتحمل الأجرام السماوية والأجرام السماوية، والأشكال البيضاوية الزرقاء الداكنة، والمحاطة بأشعة ذهبية، وتحمل بدلاً من ذلك صورًا كاملة الطول مطلية بالمينا للسيدة العذراء مريم متوجة، مرتدية اللون الوردي والأزرق الباهت، وتدعم الطفل المسيح على ذراعها اليسرى وتحمل صولجانًا ذهبيًا في يدها اليمنى وحروف اسمها «ماريا»، مرتبة على شكل حرف واحد فقط من المينا الأبيض. صُنع هذا الطوق لتتويج ستانيسواف الثاني أغسطس، آخر ملوك بولندا، لكن شعار النبالة للمؤسس، أغسطس القوي، يُظهر صليب الأمر معلقًا من طوق بتصميم مختلف تمامًا.

## شارة أثناء التقسيم

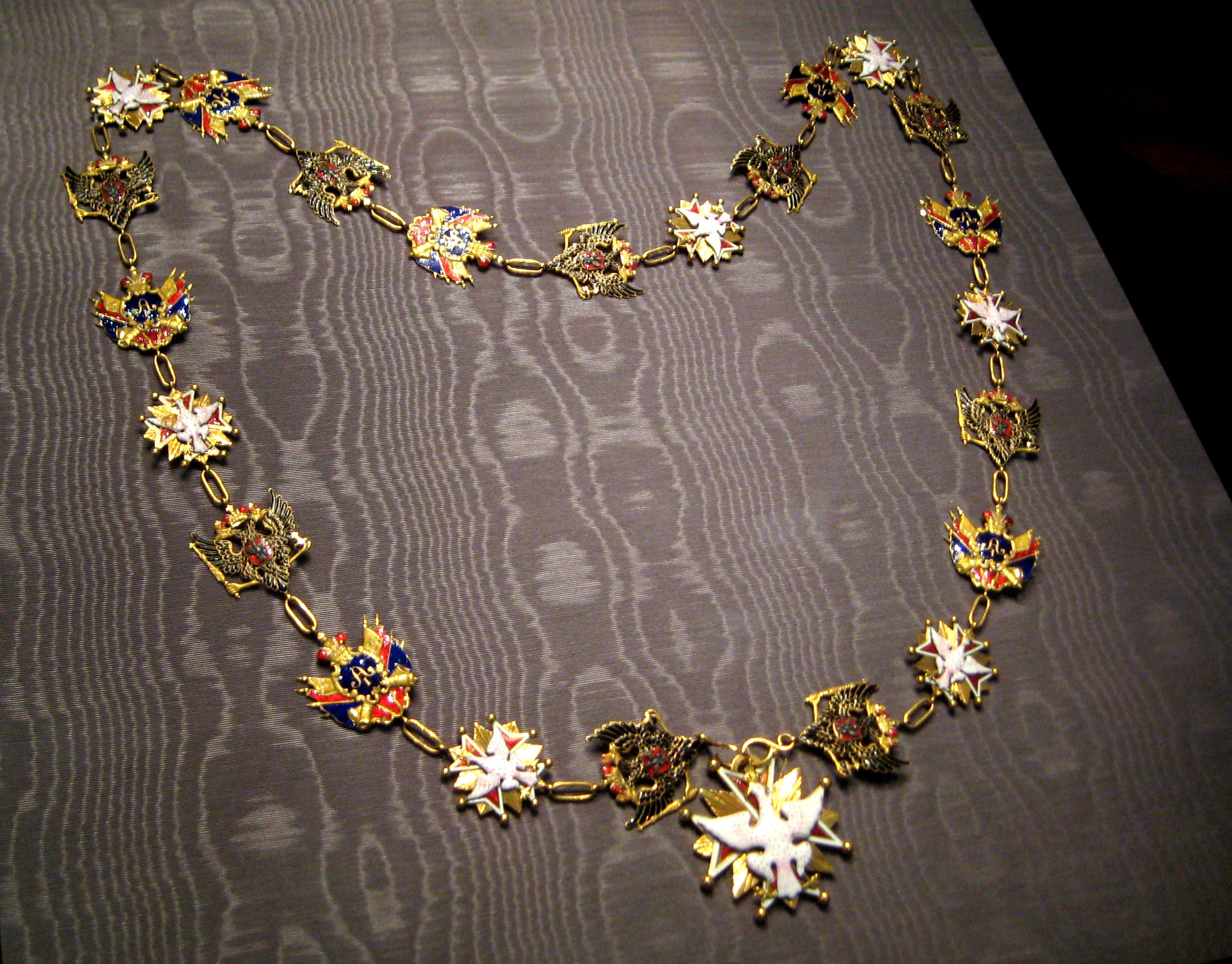
طوق وسام النسر الأبيض

تألفت شارة الأمر من نسر ذهبي متوج برأسين مطلي بالمينا باللون الأسود، مع صليب متراكب على صدره: كان هذا صليبًا ذهبيًا مالطيًا مطليًا بالمينا باللون الأحمر مع مخطط مينا أبيض وأشعة ذهبية بين الذراعين. نسر أبيض مينا متوج بأجنحة منتشرة، متجه إلى اليسار (شعار بولندا) تم تثبيته على الصليب. على الجانب الخلفي، كان النسر ذو الرأسين يحمل في وسط ظهره نقش صليب صغير ذو حدود حمراء مطلية بالمينا البيضاء مع وردة ذهبية في وسطه أشعة ذهبية بين ذراعيه. النسر ذو الرأسين الأسود يتدلى من رأسين متوجين من تاج إمبراطوري روسي مطلي بالمينا، والذي بدوره يتدلى من شريط تموج من الحرير الأزرق الداكن.
يتألف نجم الترتيب من نجمة ذهبية ذات ثمانية رؤوس بأشعة مستقيمة؛ يحمل القرص الذهبي المركزي نقشًا صليبًا مطليًا بالمينا باللون الأحمر مع وردة ذهبية في وسطه وأشعة ذهبية بين الذراعين، وتحيط به حلقة من المينا الزرقاء تحمل شعار " Pro Fide، Lege et Rege " (للإيمان، القانون والملك).

## شارة بعد عام 1921
وتتكون شارة الطلب من صليب مالطي ذهبي مطلي بالمينا باللون الأحمر مع مخطط خارجي بالمينا البيضاء وبشعاع ذهبي يشبه سعف النخيل بين الذراعين. نسر أبيض مينا متوج بأجنحة منتشرة، متجه إلى اليسار (شعار نبالة بولندا) مثبت على الصليب. يتم ارتداؤه على وشاح أزرق فاتح. يعكس هذا التصميم بوضوح العودة إلى التصميم الأساسي لشارة 1713، ولكن بدون ماسات الشارة السابقة. يحمل الجانب العكسي للشارة نفس الصليب المالطي بأشعة ذهبية مثل الجانب الأمامي، ويحمل هذا الصليب نفس تصميم نجمة الترتيب (انظر أدناه)، باستثناء أن ذراعي الصليب ليست مطلية بالمينا باللون الأحمر، على سبيل المثال، فقط مخطط الصليب والقرص المركزي مع إكليل البلوط المحيط به مطلي بالمينا. تتكون النجمة أو اللوحة الخاصة بالترتيب من نجمة فضية ذات ثمانية رؤوس بأشعة مستقيمة، مع صليب مالطي ذهبي، ومطلي بالمينا باللون الأحمر مع مخطط مينا أبيض وبشعّة ذهبية تشبه سعف النخل بين الذراعين، مركّبة عليها. يظهر شعار الأمر، "Za Ojczyznę i Naród" («للوطن والأمة»)، على ذراعي الصليب. القرص المركزي مطلي بالمينا الأبيض مع حرف واحد فقط "RP" (Rzeczpospolita Polska) محاط بإكليل من خشب البلوط المطلي بالمينا.

## الحاصلون على النظام
هذه قائمة ببعض أولئك الذين تم استثمارهم في الأمر، والذي تم منحه الآن تقديراً للخدمة المهمة، العسكرية والمدنية على حد سواء، لمصالح بولندا.

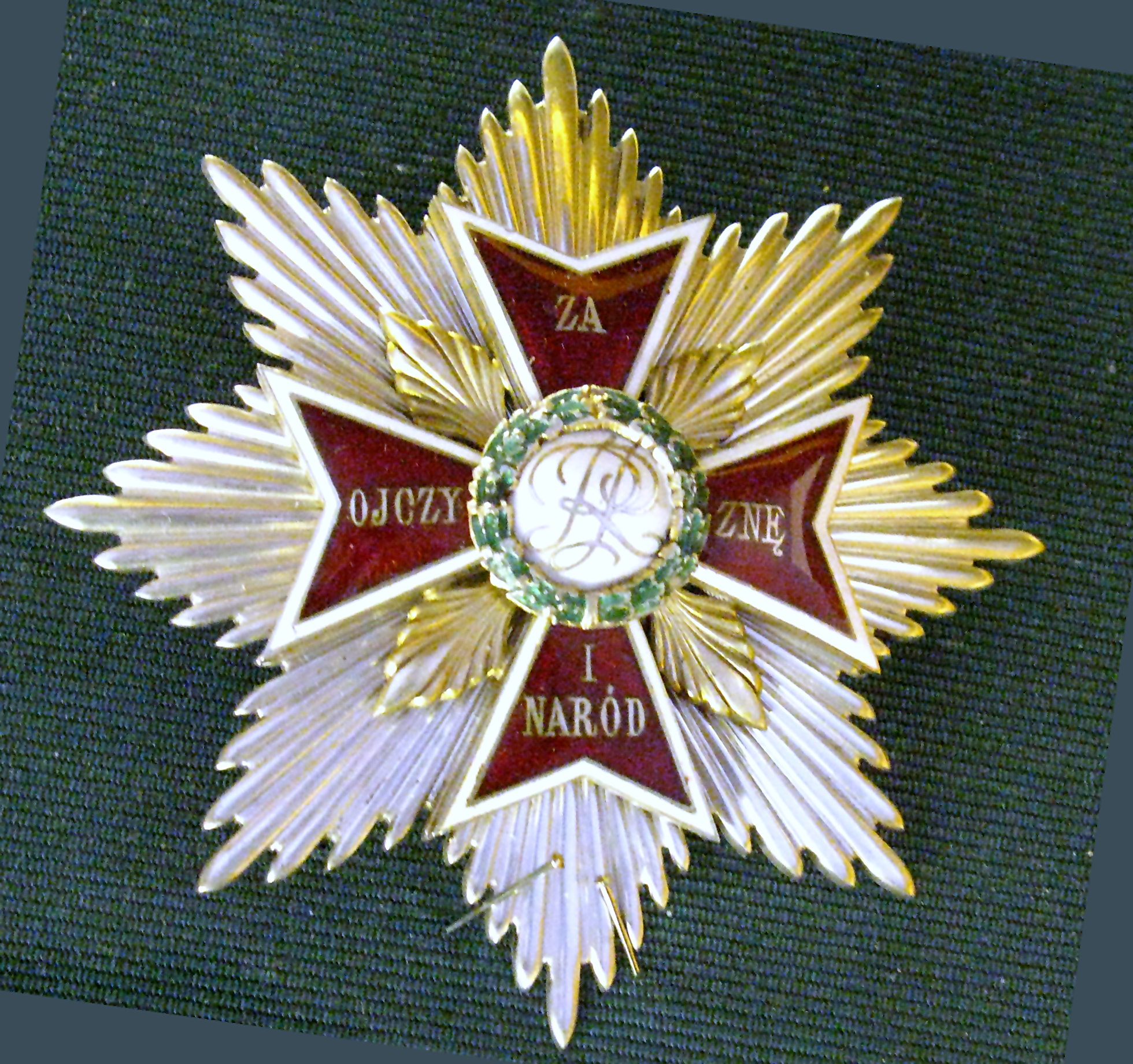
نجم النظام الحديث

### من بولندا
- ليزيك بالسيروفيتش
- أوزوالد بالزر
- جوزيف بيك
- تاديوس بور كوموروفسكي
- فرانسيسك كسوري برانيكي
- يان كليمنس برانيكي
- يواكيم خربتوفيتش
- سيليستين كزابليك
- فرانسيسك ستانيسلاو هاتن تشابسكي
- آدم كازيميرز كزارتورسكي
- أغسطس ألكسندر كزارتورسكي
- كازيميرز كزارتورسكي
- ميشاو فريدريك كزارتوريسكي
- مارسين دانيالويتش
- ستانيسلاف إرنست دينهوف
- أندريه دودا (بحكم المنصب)
- ماريك إيدلمان
- إميل أوغست فيلدورف
- جيرزي ديتلوف فليمينغ
- ستيفان جارسينسكي
- إيفان غاسباروفيتش
- برونيسلاف جيريميك
- هنريك ميكوواج جوريكي
- Władysław Grabski
- فرانسيسك غروشولسكي
- أندريه جوايزدا
- جوزيف هالر
- زبيغنيو هربرت
- غوستو هيرلينج غرودزينسكي
- أنتوني بارنابا جابونوفسكي
- البابا يوحنا بولس الثاني
- ليش كاتشينسكي (بحكم المنصب)
- يان كارسكي
- لين كيركلاند
- ليسزيك كواكوفسكي
- هوغو كوتاج
- برونيسلاف كوموروفسكي (بحكم المنصب)
- وجسيخ كورفانتي
- جوزيف دومينيك كوساكوفسكي
- إغناسي كراسكي
- كازيميرز كراسينسكي
- جاسيك كورو
- ألكسندر كوازنيفسكي (بحكم المنصب)
- يوجينيوس كوياتكوفسكي
- ستانيسلاف ليم
- هيرمان ليبرمان
- يان جوزيف ليبسكي
- أنتوني بينيديكت لوبوميرسكي
- فرانسيسك فردانانت لوبوميرسكي
- هيرونيم أوغستين لوبوميرسكي
- ستانيسلاف لوبوميرسكي (1704-1793)
- ستانيسلاف لوبوميرسكي (1722-1782)
- ستانيسلو ماكزيك
- ستانيسلاف ماتشوفسكي
- أندريه موكرونوفسكي
- الكونتيسة هيلين مارينوفسكا-بوتوكي مينتشكييفيتش («الكونتيسة الحزبية»، أول امرأة، أول مواطنة أمريكية، تم منحها ثم إلغاءها من قبل الحكومة البولندية في لندن عام 1944)
- كونستانتين نيكولايفيتش ، دوق روسيا الأكبر
- جان نوفاك جيزيورانسكي
- تاديوس فرانسيسزيك أوجينسكي
- فرانسيسك ماكسيميليان أوسولينسكي
- ستانيسلاف أوستروفسكي (بحكم المنصب)
- غابرييل ناروتوفيتش (بحكم المنصب)
- كرزيستوف بينديريكي
- ويتولد بيلكي
- ألكساندرا بييسودسكا
- أندريه بوناتوفسكي
- كازيميرز بونياتوفسكي
- ميشاي جيرزي بوناتوفسكي
- ستانيسلاف بوناتوفسكي (1676-1762)
- ستانيسلاف أوجست بوناتوفسكي (1732-1798)
- ستانيسلاف بوناتوفسكي (1754-1833)
- ألكسندر ستانيسواف بوتوكي
- فرانسيسك ساليزي بوتوكي
- رومان إغناسي بوتوكي
- ستانيسلاف كوستكا بوتوكي
- ستانيسلاف شتشينسني بوتوكي
- إدوارد رازينسكي (1891-1993)
- أنتوني رادزويتش
- هيرونيم وينسينتي رادزويتش
- جوزيف ميكوواج رادزويتش
- كارول ستانيسواف "باني كوتشانكو" رادزويتش
- كارول ستانيسلاف رادزويتش (1669-1719)
- ميشاي هيرونيم رادزويتش
- ميشال كازيميرز
- وجسيخ روسكوفسكي
- ستيفان رويكي
- إدوارد ريدز Śmigły
- ستانيسلاف فيرديناند رزيوسكي
- آدم ستيفان سابيها
- كازيميرز نيستور سابيها
- إيرينا سيندلر
- إغناسي سكوروبكا
- والري سواوق
- الكسندر سوفوروف
- فيسوافا شيمبورسكا
- جوزيف تيشنر
- اندريه وجدة
- آنا فالنتينوفيتش
- ليش واسا (بحكم المنصب)
- وينسينتي ويتوس
- ستانيسلاف ووجسيتشوفسكي (بحكم المنصب)
- هنريك ووجيك
- ستيفان ويزينسكي
- أغسطس زاليسكي (بحكم منصبه)
- زيجمونت زيلينسكي

### آحرون
- عبد الله بن عبد العزيز آل سعود
- إدي فينيش أدامي
- فالداس أدامكوس
- يانوش أدير
- مارتي أهتيسآري
- أكيهيتو
- ألبرت الأول ملك بلجيكا
- ألبير الثاني ملك بلجيكا
- ترايان باسيسكو
- بياتريكس ملكة هولندا
- بوريس الثالث ملك بلغاريا
- ألجيرداس برازوسكاس
- فيرناندو أنريك كاردوسو
- كارل السادس عشر غوستاف
- جاك شيراك
- كارلو أزيليو تشامبي
- كارل داديشس
- غاستون دومرغ
- Henrik Jakob von Düben
- إليزابيث الثانية
- فرديناند فوش
- Giustino Fortunato  [لغات أخرى]‏
- فيرا فايك فريبيرجا
- Pietro Gasparri
- أرباد كونز
- داليا غريباوسكايتي
- هوكون السابع ملك النرويج
- تاريا هالونن
- Franz Josef von Hallwyl
- هارلد الخامس
- William Neville Hart
- فاتسلاف هافيل
- هيروهيتو
- فرانسوا أولاند
- الدوق الأكبر هنري
- إيون إيليسكو
- توماس هندريك إيلفس
- جوزيف جوفري
- خوان كارلوس الأول
- أمان الله خان
- ماونو كويفيستو
- فاتسلاف كلاوس
- هلموت كول
- هورست كولر
- ميلان كوتشان
- Johan Laidoner
- ألبير فرانسوا لوبران
- Henri Le Rond
- Peter Lacy
- ميخائيل ملك رومانيا
- ماكسيما ملكة هولندا
- الملكة ماتيلد من بلجيكا
- فيرينس مادل
- توماس ماساريك
- إيفان مازيبا
- Cardinal Désiré-Joseph Mercier
- لينارت ميري
- ألكسندر ميلران
- روه مو هيون
- بينيتو موسوليني
- نابليون بونابرت
- نور سلطان نزارباييف
- جورجو نابوليتانو
- ساولي نينيستو
- Bohdan Osadchuk
- الملكة باولا من بلجيكا
- قسطنطين باتس
- فيليب بيتان
- فيليب ملك بلجيكا
- بيوس الحادي عشر
- ريمون بوانكاريه
- يوهانس راو
- رونالد ريغان
- لاوري كريستيان ريلاندر
- رضا بهلوي
- خورخي سامبايو
- ميتشيكو
- رودولف شوستر
- غيرهارد شرودر
- هيلا سيلاسي
- أنيبال كافاكو سيلفا
- سيلفيا ملكة السويد
- لاسلو شويوم
- سونيا ملكة النرويج
- بير إفيند سفينهوفد
- فيكتور إيمانويل الثالث
- فيليم ألكساندر
- وودرو ويلسون
- الإمبراطور تايشو
- فيكتور يوشتشينكو
- ميلوش زيمان

## روابط خارجية
- وسام النسر الأبيض بواسطة رافال هيدل مانكو
- صورة وسام النسر الأبيض